# Crenigomphus cornutus
Crenigomphus cornutus – gatunek ważki z rodziny gadziogłówkowatych (Gomphidae). Występuje w Afryce na południe od równika; stwierdzony w Demokratycznej Republice Konga, Angoli, Namibii, Botswanie, Zambii i Zimbabwe; jedno stare stwierdzenie pochodzi z północno-wschodniej RPA (z Parku Narodowego Krugera).
W południowej Afryce imago lata od grudnia do końca kwietnia. Długość ciała 47 mm. Długość tylnego skrzydła 28 mm.